# La Femme de Seisaku (film, 1965)
Pour plus de détails, voir Fiche technique et Distribution.
La Femme de Seisaku (清作の妻, Seisaku no tsuma) est un film japonais de Yasuzō Masumura sorti en 1965 et adapté d'une nouvelle de Genjirō Yoshida.

## Synopsis
Japon, début du XXe siècle. Pour aider sa famille à sortir de la misère, Okane est devenue la femme d'un riche marchand bien plus âgé qu'elle. À la mort de celui-ci, sur les instances d'Omaki sa mère, elle retourne vivre dans son village natal. Mais les deux femmes ne sont pas acceptées du fait du passé d'Okane.
Lorsque Seisaku, un voisin, rentre de son service militaire, il est accueilli en héros. Il est revenu avec une citation pour son exemplarité et une cloche qu'il a fait fabriquer spécialement. Tous les matins à l'aube, Seisaku réveille le village au son sa cloche du haut d'une colline. À la mort d'Omaki, il est le seul à aider Okane et se charge des funérailles. Bientôt les deux jeunes gens tombent éperdument amoureux. Contre l'avis de sa famille et du village, Seisaku décide d'épouser Okane.
Mais en 1904, le Japon déclare la guerre à la Russie et Seisaku est mobilisé et envoyé au front. Okane vit dans l'angoisse d'apprendre qu'il lui soit arrivé quelque chose. Alors que les combats font rage lors du siège de Port-Arthur, Seisaku revient au village pour une brève permission après avoir été blessé au cours d'une mission suicide à laquelle il s'est porté volontaire. Okane lui crève les yeux plutôt que de le voir repartir à la guerre, vers une mort qu'elle pense certaine.
Okane est arrêtée et condamnée pour son geste à une peine de deux ans de prison. Seisaku passe en conseil de guerre, sa hiérarchie le soupçonne d'avoir prémédité sa mutilation pour ne pas avoir à retourner sur le front. S'il est finalement acquitté, son statut au village passe cependant de celui de héros à celui de paria et de lâche. Lorsqu'Okane revient au village après avoir purgé sa peine, Seisaku accepte de vivre à nouveau avec elle.

## Fiche technique
- Titre français : La Femme de Seisaku
- Titre original : 清作の妻 (Seisaku no tsuma?)
- Réalisation : Yasuzō Masumura
- Scénario : Kaneto Shindō d'après la nouvelle homonyme de Genjirō Yoshida
- Photographie : Tomohiro Akino
- Montage : Tatsuji Nakashizu
- Musique : Tadashi Yamauchi
- Producteurs : Masaichi Nagata
- Sociétés de production : Daiei
- Pays d'origine :  Japon
- Langue originale : japonais
- Format : noir et blanc - 2,35:1 - Format 35 mm - son mono
- Genre : drame
- Durée : 93 minutes[1] (métrage : 9 bobines - 2 553 m[1])
- Date de sortie :
  - Japon : 25 juin 1965[1]
  - France : 8 avril 2004[2]

## Distribution
- Ayako Wakao : Okane
- Takahiro Tamura : Seisaku Kamikaji
- Nobuo Chiba : Heisuke, le cousin d'Okane
- Yuka Konno : Oshina
- Taiji Tonoyama : le premier mari d'Okane
- Mikio Narita : officier de la police militaire
- Yūzō Hayakawa

## Autour du film

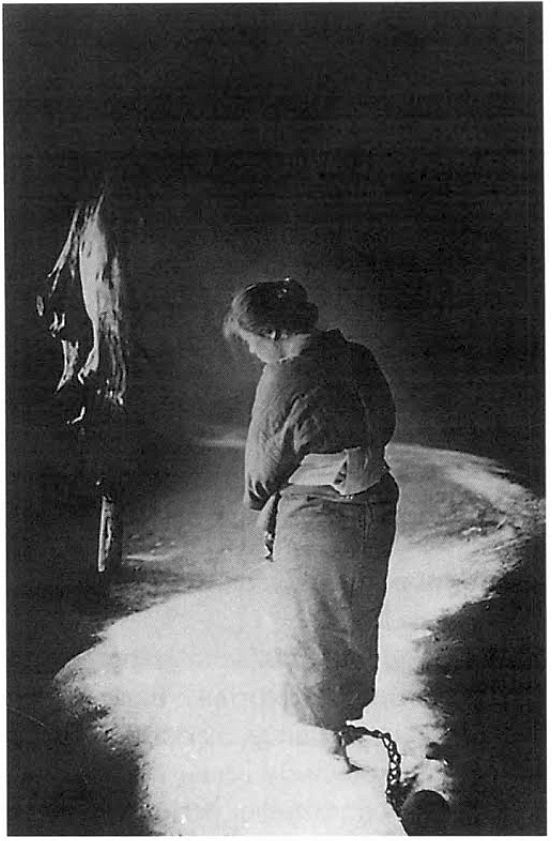
Okane (Kumeko Urabe) au bagne dans La Femme de Seisaku de Minoru Murata (1924).

La nouvelle de Genjirō Yoshida a été une première fois adaptée au cinéma en 1924 par Minoru Murata avec Kumeko Urabe dans le rôle d'Okane.
Jean-François Rauger écrit du film que le spectateur confronté à l'univers de Yasuzō Masumura est frappé par la virulence et l'absence de mesure employés dans sa description de la société japonaise et des relations entre les individus. Dans La Femme de Seisaku, Okane est doublement rejetée. D'abord en raison de son appartenance à une classe sociale considérée comme inférieure, ensuite parce qu'elle est présumée dénuée de moralité. Et surtout parce que les autres projettent sur elle une jouissance dont ils se sentent exclus.

## Récompenses et distinctions
Sauf indication contraire, les informations mentionnées dans cette section peuvent être confirmées par la base de données cinématographiques IMDb,  présente dans la section « Liens externes ».
- 1966 : prix Kinema Junpō de la meilleure actrice pour Ayako Wakao (conjointement pour Nami kage et tsuma no hi no ai no katami ni)[5],[6]
- 1966 : prix Blue Ribbon de la meilleure actrice pour Ayako Wakao[7]